# De Langeleegte
De Langeleegte – wielofunkcyjny stadion w mieście Veendam w Holandii. Najczęściej używany jest jako stadion piłkarski, a swoje mecze rozgrywa na nim drużyna BV Veendam. Stadion może pomieścić 5 290 widzów. Został wybudowany w 1998 roku.